# Jef Claerhout

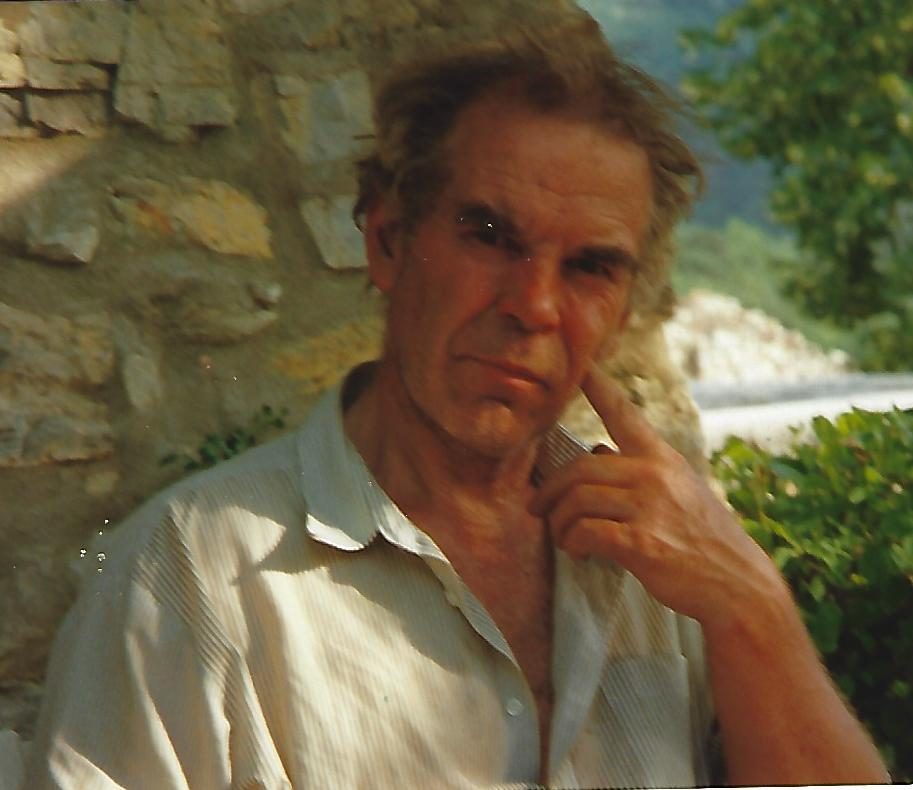
Kunstenaar Jef Claerhout in juli 1994

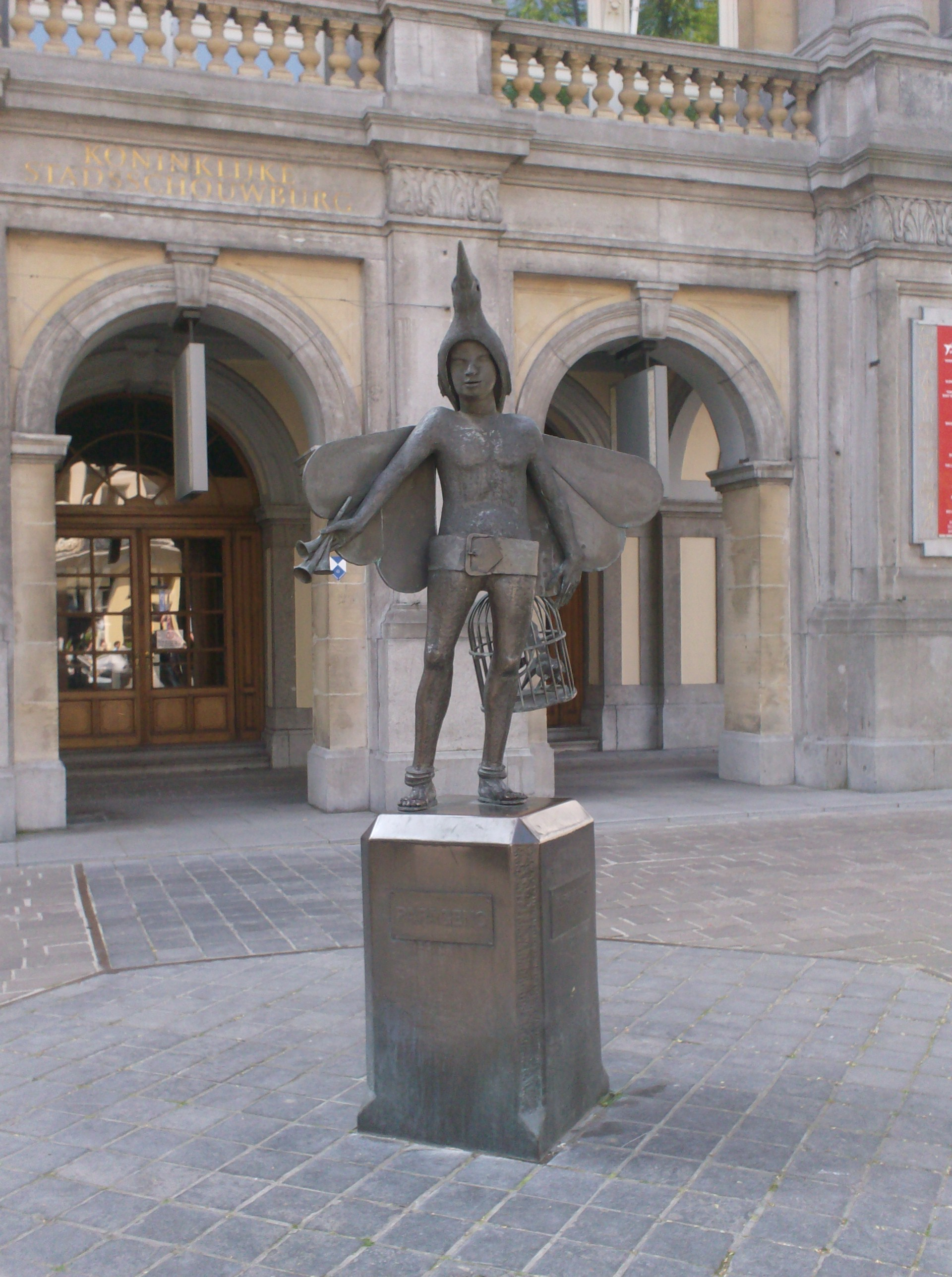
Beeld van Papageno door Jef Claerhout, voor de stadsschouwburg in Brugge. Papageno is een personage uit de Toverfluit, een opera van W.A. Mozart.

Jef Claerhout (Tielt, 29 oktober 1937 – Brugge, 10 augustus 2022) was een Vlaams beeldend kunstenaar, voornamelijk gekend om zijn bronzen en messing beeldhouwwerken. Hij was een autodidactische beeldhouwer die werkte met diverse las- en vormingstechnieken. Van hem bestaan heel wat beelden in het Brugse ommeland, omgeving Tielt en West-Vlaanderen. Ook elders in België, waaronder Fonske op het Rector De Somerplein in Leuven en enkele in het buitenland.

## Levensloop
Jef Claerhout werd geboren in het moederhuis in de Peperstraat in Tielt en groeide op in Pittem tot 1951, daarna in Ingelmunster. Hij was de oudste zoon in een aannemersgezin met artistieke talenten. In het begin van zijn loopbaan deelde hij samen met zijn zus May Claerhout, eveneens kunstenares een atelier in hun ouderlijk huis in Ingelmunster. Daar had Jef zijn smidsevuur. Metaalbewerking is een passie die hij met de broer van zijn vader, Antoon Claerhout deelde. Het behoorde tot de familietraditie, zijn broer Mark Claerhout is ook beeldhouwer. Aanvankelijk experimenteerde Claerhout met verschillende materialen, waaronder potaarde, hout en steen en metaal. Vanaf 1962 initieert hij zich in de techniek van het metaallassen: smeden, praktiseert het booglassen, braseert met hydroxygeengas en later beoefent hij het lassen met argonboog. Metaal krijgt de voorkeur tot in 1968, daarna gaat zijn voorkeur naar messing, brons en vernikkeld verchroomd staal. Deze technieken vormden de basis voor het meeste van zijn publieke werken.
In 1962 werkte hij samen met zijn vader aan het schoolgebouw De Paanders in Meulebeke, waar  hij zijn toekomstige echtgenote Marie-Thérèse Bouckaert leerde kennen. Een jaar later trouwden ze in Meulebeke en verhuizen ze naar Sijsele. Het woonhuis met atelier en expositieruimte in Sijsele werd ontworpen door de architect Daan Laethem. Zowel in de tuin als in het huis zijn er enkele kunstwerken van Jef Claerhout te vinden, voornamelijk nog in steen, sommige zijn ook verwerkt in de muren. Het huis met de geïntegreerde kunstwerken is sinds 2009 beschermd als bouwkundig erfgoed. Zijn oudste zoon woont er momenteel met zijn gezin. Nog in 1962 exposeert hij in een klaslokaal van het toenmalig Sint-Jozefcollege tijdens de achtste handelsfoor van het NCMV-gewest Tielt.
Het koppel kreeg vier kinderen tussen 1965 en 1973. In 1968 verblijft hij een zekere tijd in Karinthië te Oostenrijk. Een jaar later in 1969 trekt Jef Claerhout met zijn gezin naar Taba Nchu, Oranje vrijstaat in Zuid-Afrika, waar zijn nonkel Frans Claerhout actief was als missionaris en kunstschilder. Ze woonden er zes maanden en keren dan terug naar België. Tot op vandaag zijn er nog werken van Jef Claerhout te vinden in Zuid-Afrika die hij in die periode vervaardigd heeft. Claerhout kocht in 1973 een verlaten ruïne in de Drôme, Zuid-Frankrijk, die hij heropbouwde. Het werd gebruikt als een ontmoetingsplaats voor vrienden en klanten. Dit werd door Jef zelf gezien als een van zijn levenswerken. In het dorp bevindt zich ook een fonteinsculptuur van zijn hand, De Fluitspeler.
In 1984 verhuisde hij met zijn gezin naar een oude hoeve in Oedelem (Beernem), die werd verbouwd tot woonhuis met in de voortuin een losstaand atelier. Hij bleef er wonen en werken tot aan zijn dood.

## Oeuvre
Claerhouts werk kenmerkt zich door humor, ironie en een brede waaier aan invloeden: hij haalde inspiratie uit verschillende thema’s. Zijn oeuvre is divers, het bevat religieuze beelden, wezens uit folklore- en fabelverhalen, mythologieën, sciencefiction en zijn eigen fantasiewereld. Hij maakte ook realistische beelden van dieren en figuren, waaronder paarden, vogels, everzwijnen, maar ook mensen zoals Generaal Stanisław Maczek en Briek Schotte.
Eén van zijn vroegste publieke werken is een Mariabeeld uit 1966 voor de Onze-Lieve-Vrouw Bezoekingkapel in Marialoop, ter vervanging van een gestolen beeld. Van daaruit zal de bal aan het rollen gaan en krijgt hij meer en meer publieke opdrachten. Tien jaar later, in 1975 creëert hij zijn bekendste werk namelijk Fonske (ook wel Fons Sapientiae genoemd, Latijns voor Bron der wijsheid) ter gelegenheid van het 550-jarig bestaan van de Katholieke Universiteit van Leuven. De universiteit schonk het standbeeld aan de Stad Leuven. Daarnaast ontwierp hij het beeld Marieke in Brugge, het verwijst naar het chanson van Jacques Brel met dezelfde naam. In 1988 liet de toenmalige burgemeester van Brugge, Frank Van Acker, het beeld plaatsen op initiatief van journalist en Brel-kenner Johan Anthierens. Op de dertigste verjaardag van het overlijden van Brel (9 oktober 2008) werd er een muzikaal eerbetoon gebracht aan het beeld van Marieke aan de Coupure in Brugge. Elk jaar vindt daar ook het Mariekefeest plaats in augustus.
Via een speciaal uitgestippelde fietsroute in het Brugse Ommeland zijn veel van zijn kunstwerken te bewonderen. Een eerste lus loopt door het noorden en vertrekt aan het Schepenhuis in Oedelem. Deze route verbindt Beernem met Brugge, Lissewege, Damme, Sijsele en Male. De zuidelijke route start aan de dienst Toerisme in Tielt en loopt langs Wingene, Zwevezele, Roeselare, Kanegem en keert dan terug naar Tielt.

## Artistiek parcours

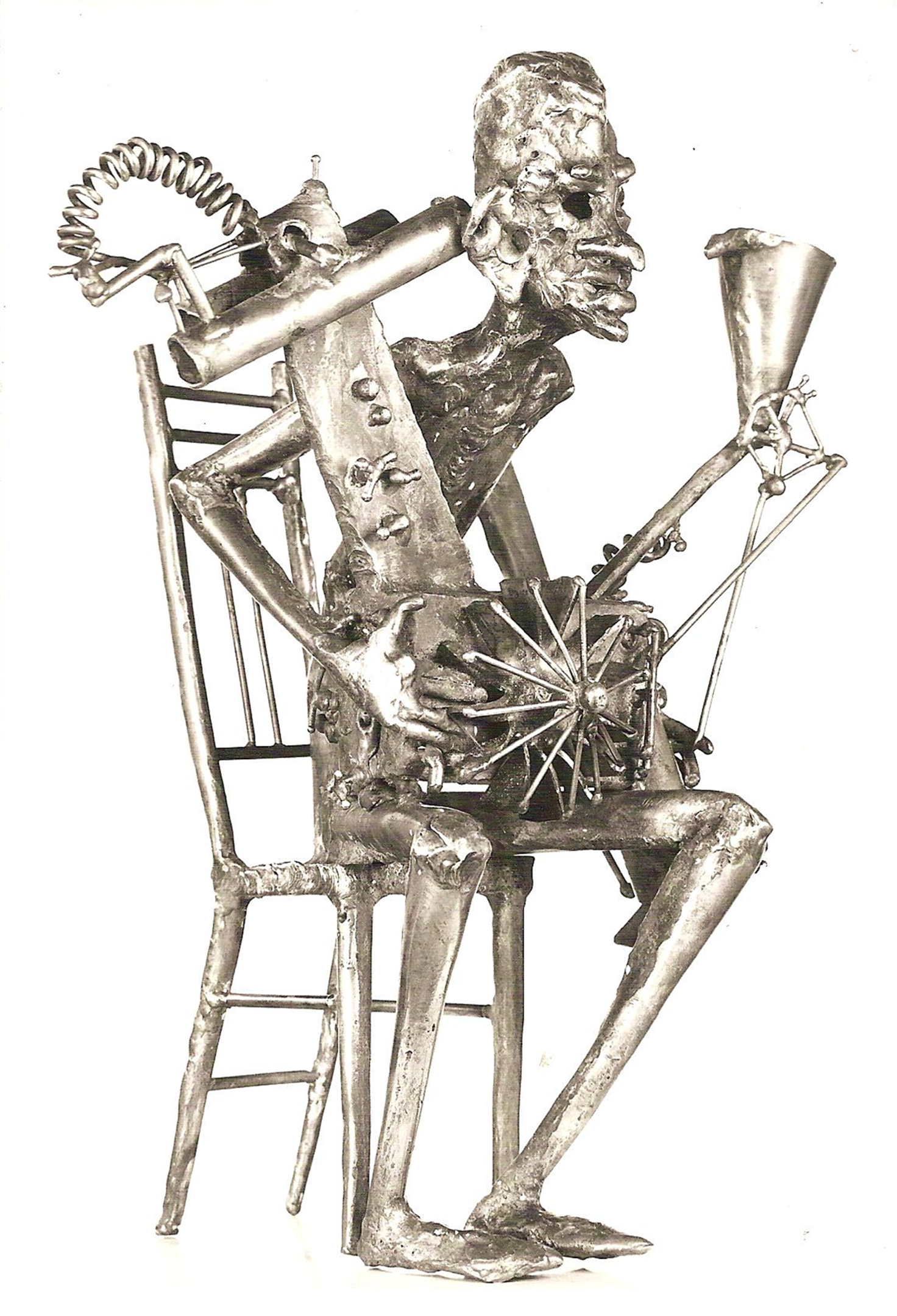
Uitvinder surogaatkip, 1969

In 1971 won Jef Claerhout de eerste John Flandersprijs/Prijs Malpertuis, genoemd naar de Vlaamse schrijver Jean Ray (1887-1964), wiens verhalen hem sterk inspireerden. Werken uit deze sfeer zijn de Uitvinder surrogaatkip (1969) of Openbaar vervoer op de planeet Orion twee (1973). Andere invloedrijke figuren voor Claerhout waren de schrijvers en tekenaars Gomaar Timmermans (GoT) (1930-2023), Marten Toonder (1912-2005) en Willy Vandersteen (1913-1990).               
In 1975 werd Jef lid van De Wending in Brugge, een serviceclub opgericht in 1962. Hij was voorzitter van 1987 tot 1988. Elke maand werd een spreker uitgenodigd, Jef ontwierp telkens een klein sculptuurtje, meestal een vogeltje, voor de spreker als bedanking.  
In 1979 werd een monografie uitgegeven over Jef Claerhout’s werken met tekst van Fernand Bonheure en foto’s van Jaak de Meester. Het werd uitgegeven als een beperkte editie van 1000 exemplaren met alle op de achterste pagina een signatuur van de kunstenaar. 750 exemplaren zijn niet genummerd. De genummerde van 1 tot 50 hebben op de cover een zilverkleurig bas-reliëf en van nummer 51 tot 250 een koperkleurig bas-reliëf.
Doorheen zijn carrière nam hij deel aan verschillende tentoonstellingen, o.a. een van de eerste in 1984 in opdracht van Imewo en Kunst. Van Juni tot september 2008 werd een tentoonstelling georganiseerd door de gemeente Beernem in het schepenhuis, daarbij werd ook een boek gepubliceerd met zijn tentoongestelde werken. Ook exposeerde hij in Tielt, Roeselare, Brugge, oostende, Knokke, Brussel, Bloemfontein en Pretoria.
In 1991 reisde Claerhout met zijn goede vriend Eddie Verbeke naar Paaseiland en later naar de Galapagoseilanden.
Van Juni tot september in 2001 wordt er een Ambulatio Sculptorum georganiseerd, letterlijk “De wandeling van de beeldhouwers”. Deze bevond zich tussen De Panne en Adinkerke.
In 2007 werd Jef Claerhout geridderd bij ’t Manneke uit de Mane, een West-Vlaamse volksalmanak. Hij stond ook in voor het ontwerp van de maantjes. De maantjes werden bevestigd aan het ridderlint.
Jef Claerhout overleed in 2022 op 84-jarige leeftijd te Brugge.

## Werken (selectie)
Hieronder enkele van zijn publieke werken op gelijst in chronologische volgorde:

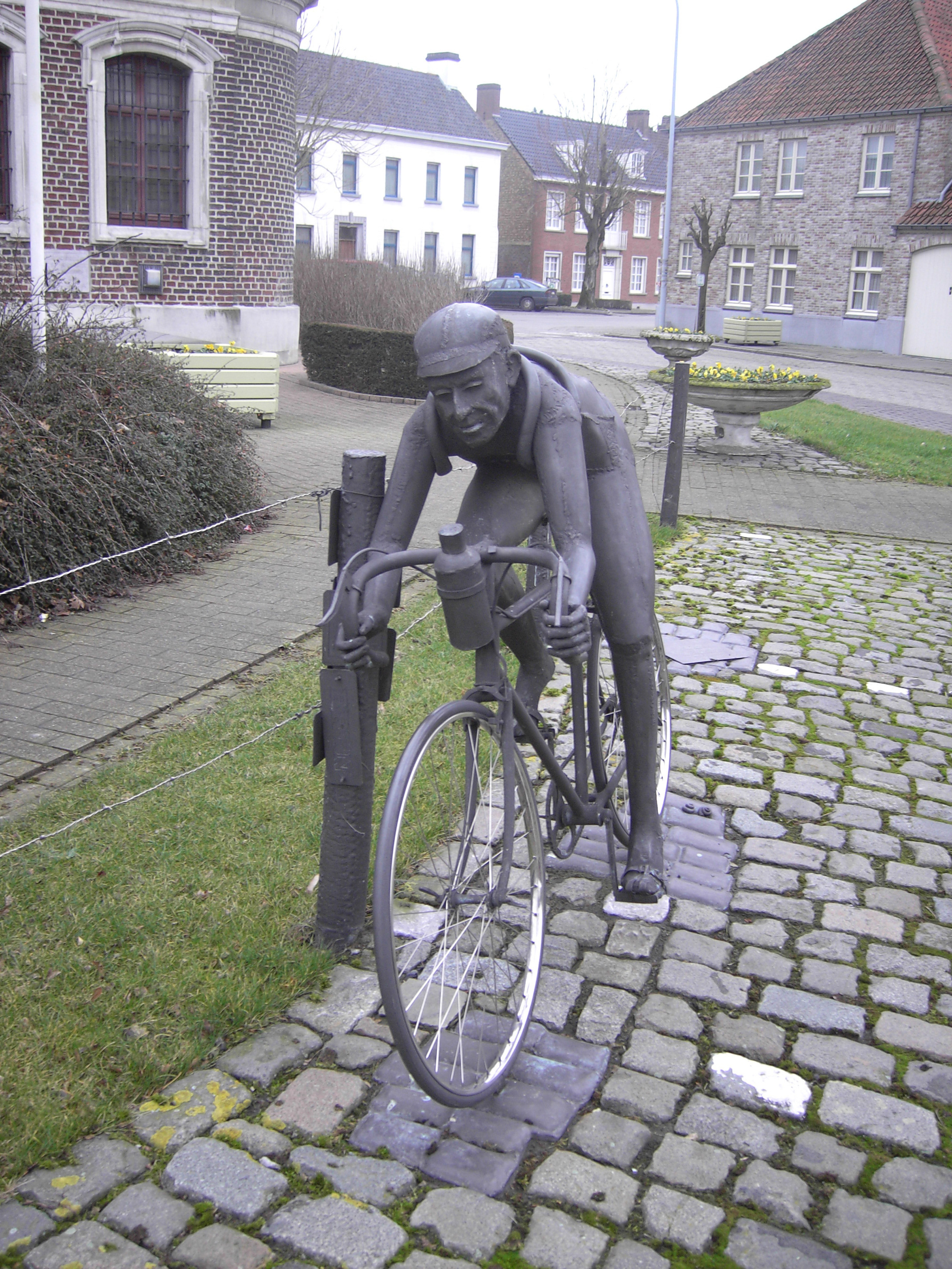
Briek Schotte aan de kerk van Kanegem

- Houten Madonna (1966) / Marialoop, Tielt
- Bronzen kruisbeeld (1968) / Sint-Baafskerk, Sint-Andries (Brugge)
- Het Verbroederingsmonument Seyssel (1974) / Stationstraat, Damme/Sijsele
- Fonske (1975) / Rector De Somerplein, Leuven
- Ode aan de vrouw (1976) / Spaarbekken van het Walletje in Westkapelle, Knokke-Heist
- Peegie van Roeselare (1976) / Botermarkt, Roeselare
- De verteller (1976) / Marktplein, Vichte
- De dorstige Laven fontein (1977) / De veemarkt, Kortrijk
- Het Paard van Viven (1977) / Bradericplein, Damme
- De Meyboom (1979) / Zilversteeg, Brugge
- Beeldengroep Tijl Uilenspiegel (1979) / Damme
- Papageno (1980) / Stadschouwburg, Brugge
- Olivier de duivel (1984) / Markt, Tielt
- Dansend Marieke (1988) / Predikherenrei Coupure, Brugge
- Tanneke Sconyncx (1994) / Markt, Tielt
- Generaal Maczek (1994/1995) / Polenplein, Tielt
- De verliefden (1994) / Korenmarkt, Izegem
- Briek Schotte (1996) / Sint-Bavokerk, Kanegem
- De Karnavalvierders (2000) / Marktplein, Zwevezele
- Minneke (Vlassersmeisje) (2005) / Dorpsplein, Bissegem
- Baljuw Spierinck (2010) / Markt, Tielt
- Onze-Lieve-Vrouw van 7 weeën (2013) / Ruiselede